# Esteve (satèl·lit)
Esteve és un satèl·lit irregular retrògrad d'Urà. Va ser descobert per Brett J. Gladman, et al. el 1999, i se li va donar la designació provisional S/1999 U 2.
Confirmat com a Uranus XX, es va anomenar en honor del majordom borratxo de l'obra de William Shakespeare La tempesta l'agost del 2000.
Els paràmetres orbitals suggereixen que podria pertànyer al mateix cúmul dinàmic que Caliban, per la qual cosa podrien tenir un origen comú.